# Форг
Форг (фр. Forgues) насеље је и општина у јужној Француској у региону Миди Пирене, у департману Горња Гарона која припада префектури Мире.
По подацима из 2011. године у општини је живело 190 становника, а густина насељености је износила 36,26 становника/km². Општина се простире на површини од 5,24 km². Налази се на средњој надморској висини од 290 метара (максималној 328 m, а минималној 203 m).

## Демографија
| 1962. | 1968. | 1975. | 1982. | 1990. | 1999. | 2011. |
| ----- | ----- | ----- | ----- | ----- | ----- | ----- |
| 58    | 90    | 72    | 75    | 120   | 152   | 190   |

График промене броја становника у току последњих година